# Лангелиние

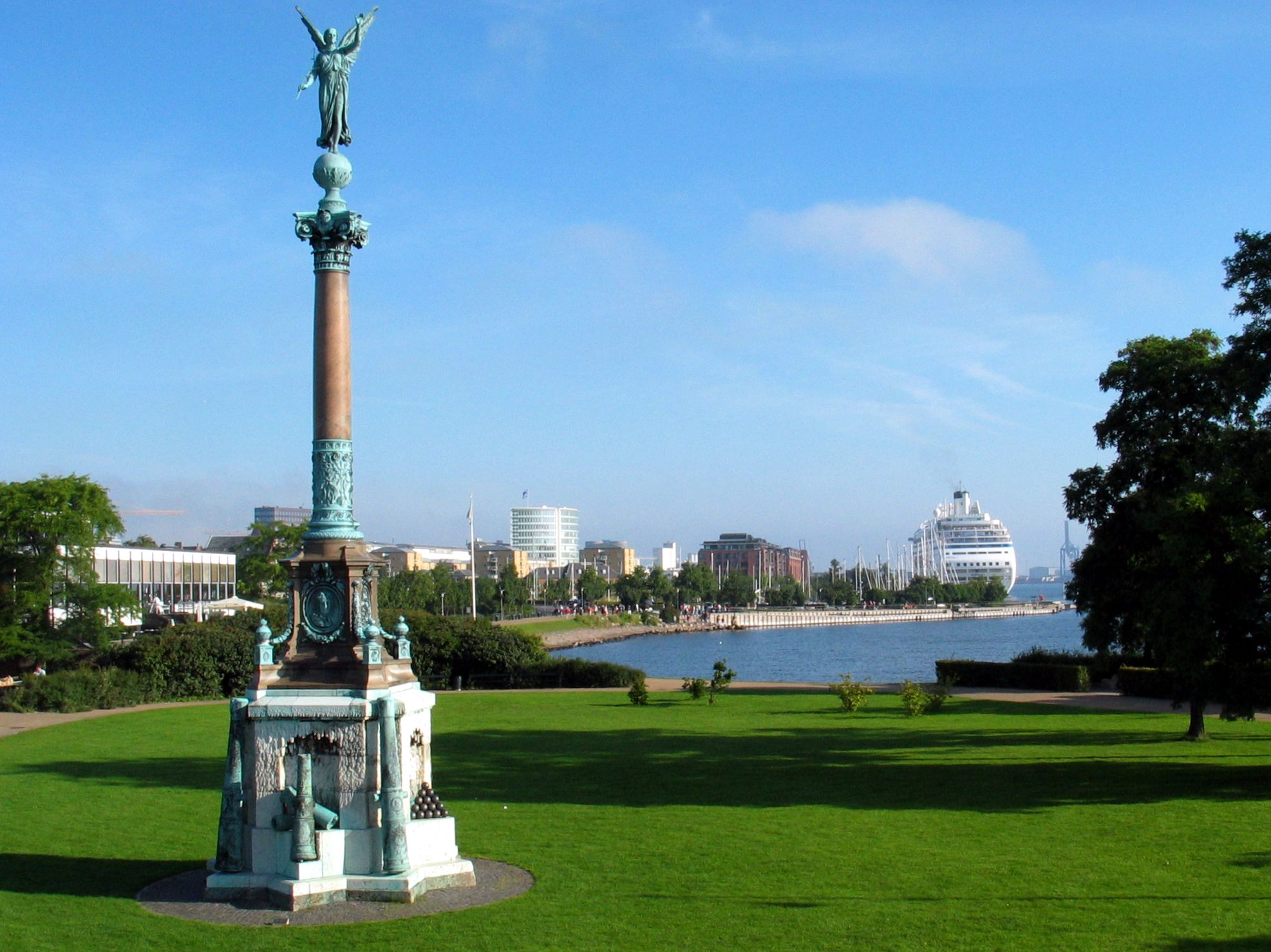
Лангелиние

Лангелиние (дат. Langelinie) — пристань, променад и парк протяжённостью около 1,8 км в центре Копенгагена. В нём расположены англиканская церковь Св. Албана, Музей освобождения Дании, ресторан Лангелиниепавильон (Langeliniepavillonen), фонтан Гефион, памятник погибшим датским морякам и Русалочка. Лангелиние — это популярное место экскурсий и прогулок. Большинство круизных судов, заходящих в Копенгаген, причаливают именно здесь.